# Big Trout Lake Airport
Big Trout Lake Airport är en flygplats i Kanada.   Den ligger i provinsen Ontario, i den östra delen av landet, 1 400 km nordväst om huvudstaden Ottawa. Big Trout Lake Airport ligger 219 meter över havet. Den ligger vid sjön Big Trout Lake.
Terrängen runt Big Trout Lake Airport är mycket platt. Trakten runt Big Trout Lake Airport är nära nog obefolkad, med mindre än två invånare per kvadratkilometer.. Det finns inga samhällen i närheten.